# Siège de Bruxelles (1584-1585)
Pour les articles homonymes, voir Siège de Bruxelles.
Guerre de Quatre-Vingts Ans
Le siège de Bruxelles est un épisode de la guerre de Quatre-Vingts Ans qui se déroule entre août 1584 et le 10 mars 1585. 
En août 1584, des troupes conduites par Alexandre Farnèse, duc de Parme, arrivent aux portes de la ville pour mettre fin à la République bruxelloise. Elles encerclent la ville et déclenchent un blocus. 
La faim se fait sentir dans la ville dès janvier 1585, mais Olivier van den Tympel ne se rendra que le 10 mars 1585.  Le duc de Parme promet une amnistie générale, respectant les privilèges de la ville, et autorise les protestants qui ne souhaitaient pas se convertir à quitter la ville.